# Pseudomaso
Pseudomaso Locket & Russell-Smith, 1980 è un genere di ragni appartenente alla famiglia Linyphiidae.

## Distribuzione
L'unica specie oggi attribuita a questo genere è stata reperita in Nigeria.

## Tassonomia
A giugno 2012, si compone di una specie:
- Pseudomaso longipes Locket & Russell-Smith, 1980[3] — Nigeria